# Ivor Richard
Ivor Seward Richard, Baron Richard (* 30. Mai 1932 in Cardiff; † 18. März 2018) war ein britischer Politiker. Er war Mitglied des Unterhauses und der Europäischen Kommission und war Mitglied des Oberhauses.

## Leben
Richard wurde 1932 in Cardiff als Sohn eines Bergbauingenieurs geboren. Nach dem Besuch des Cheltenham College und anschließend des Pembroke College in Oxford, wo er im Jahr 1953 mit einem B.A. in Jura graduierte, bekam er im Jahr 1955 seine Zulassung als Rechtsanwalt und war danach auch bis 1974 als Strafverteidiger in London tätig. Dabei vertrat er unter anderem auch einen der am Great Train Robbery 1963 Beteiligten vor Gericht. Er wurde 1971 zum Kronanwalt ernannt.

## Politik
Richard zog nach der Unterhauswahl im Oktober 1964 als Abgeordneter der Labour Party für Barons Court in das britische Unterhaus ein. Nach der Unterhauswahl im März 1966, die die Labour Party wieder gewann, wurde Richard zum Parlamentarischen Privatsekretär des Verteidigungsministers Denis Healey ernannt. Im Jahr 1969 wurde er Verantwortlicher für den Heeres-Bereich im Verteidigungsministerium.
Nach der Unterhauswahl im Juni 1970 kamen die Tories wieder an die Macht; Edward Heath wurde Premierminister. Richard wurde Oppositionssprecher für das Post- und Nachrichtenwesen und war 1971 bis 1974 stellvertretender außenpolitischer Sprecher seiner Fraktion.
Bei der Unterhauswahl im Februar 1974 verlor Richard seinen Unterhaussitz. Premierminister Harold Wilson (Labour Party) ernannte ihn zum Ständigen Vertreter bei den Vereinten Nationen in New York. Dies blieb er bis 1979. Im Januar 1981 wurde er Nachfolger von Roy Jenkins als EG-Kommissar in Brüssel. Christopher Tugendhat wurde als zweites britisches Kommissionsmitglied zuständig für den Bereich Haushalt, Finanzkontrolle und Steuern, während Richard den Bereich Soziales, Beschäftigung, Bildung und Berufsbildung übernahm. Im Jahr 1984 verließ er die EG-Kommission. Er wurde 1985 Vorstandsmitglied der World Trade Centre Wales Ltd. in Cardiff. 1990 wurde er als Baron Richard, of Ammanford in the County of Dyfed, in den Adelsstand (Life Peer) erhoben und zog in das britische Oberhaus (House of Lords) ein, wo er 1992 die Führung der Opposition übernahm. Nach dem Sieg der Labour Party bei der Unterhauswahl am 1. Mai 1997 berief der neue Premierminister Tony Blair Richard als Lordsiegelbewahrer und Leader of the House of Lords am 3. Mai 1997 in sein Kabinett. Bereits im Juli 1998 wurde er durch Margaret Jay ersetzt.